# Chrysolina geae
Chrysolina geae é uma espécie de artrópode pertencente à família Chrysomelidae.